# Mayangsari
Mayangsari, de son nom complet Agustina Mayangsari (né le 23 août 1971) est une artiste, chanteuse indonésienne.
Elle est mariée à Bambang Trihatmodjo, fils de Soeharto.

## Discographie
- Gairah (1990)
- Album Rock (1991)
- Selamat Malam Cinta (1991)
- Pinta (1992)
- Agenda (1993)
- Biarkan Saja (1994)
- Rasa Cintaku (1995)
- Beri Kesempatan (1996)
- Harus Malam Ini (1997)
- Tiada Lagi (1998)
- Kusalah Menilai (1999)
- Ijinkan (2000)
- Repackage (2005)
- Hanya Untukmu (2014)